# Roberto Alcántara Rojas
Roberto Alcántara Rojas (Acambay, 19 de abril de 1950) es un empresario, emprendedor mexicano dedicado, principalmente, al transporte de pasajeros por vía terrestre y aérea. Es el presidente del Consejo de Administración de Grupo IAMSA. Cuenta con el 9.3% de participación en el conglomerado mediático Grupo Prisa.

## Biografía
Hijo del político y empresario Jesús Alcántara Miranda, quien fue presidente municipal de Acambay, Estado de México y dos veces diputado federal y senador. Su abuelo, Manuel Alcántara, también fungió como senador y presidente municipal en 1927 y, de acuerdo con el cronista Edgar Serrano, llevó la luz eléctrica al poblado. Su hermana, Aurora Alcántara Rojas está casada con el exgobernador de Oaxaca, José Murat Casab, padre del también exgobernador del estado Alejandro Murat Hinojosa. Su hermana Guadalupe Alcántara Rojas fue diputada federal plurinominal por el PRI de 2015 a 2018 y en una segunda ocasión de 2021 a 2024.
Con 10 años abrió un puesto en la plaza principal de su pueblo para vender maíz, aguas frescas y dulces y también vendió medias de mujer casa por casa.
Estudió la preparatoria en el Colegio Franco Español en la Ciudad de México. Posteriormente, su padre le encargó el negocio de un molino de nixtamal. Al poco tiempo abrió varias tortillerías y estableció una empresa de transporte de carga para el maíz; hasta que a los 29 años ingresó a la empresa de autobuses fundada por su padre: Grupo Toluca.
Para 1990, Grupo Toluca se asoció con el Grupo Flecha Amarilla, compañía de transporte iniciada por la familia Herrera, unos empresarios del Bajío. A partir de esta unión entre los dos principales operadores de autobuses interestatales en México, se creó el consorcio de transporte más grande del país: Grupo IAMSA. En un inicio, Alcántara fungió como consejero en la empresa y junto con su equipo empezó a diversificar el negocio al entrar en el sector del transporte terrestre de lujo con la línea ETN.
En agosto de 1991, época cuando se anunció la privatización de la banca mexicana, la familia Alcántara Rojas compró la institución financiera Bancrecer. Esta se fusionaría con BANORO, Somoza y Cortina Casa de Bolsa para formar el Grupo Financiero Bancrecer, en donde el ya  Roberto Alcántara fue nombrado presidente del Consejo de Administración, cargo que ocupó durante nueve años.
La entidad bancaria no sobrevivió la crisis económica de 1994-1995 y el control accionario fue adquirido por el Instituto para la Protección al Ahorro Bancario (IPAB), antes llamado Fondo Bancario de Protección al Ahorro (Fobaproa). Tras llegar a un acuerdo con las autoridades, Bancrecer fue finalmente entregado al gobierno mexicano en 1999.
Sector transportista
Presidió la Cámara Nacional de Autotransporte de Pasaje y Turismo durante 1992-1994 y 2002-2004. Y tras el fallecimiento de su padre, Alcántara ocuparía la presidencia de Grupo IAMSA en 2005.
Actualmente, Grupo IAMSA es el único conglomerado de transporte multimodal (autobuses, ferrocarril y aviones) de México conformado, en el sector terrestre, por cuatro entidades: Flecha Amarilla, Grupo Toluca, IAMSA y Ómnibus de México. Cuenta con más de 80 años de experiencia, opera en 24 estados de la República Mexicana y atiende a las principales ciudades del Estado de Texas y otras ciudades de la costa Este de los Estados Unidos. Abarca alrededor del 24% del mercado mexicano de viajes por autobús y posee más de 10 mil unidades, lo que representa cerca del 25% del total de autobuses de la industria de autransporte federal de pasajeros. Grupo IAMSA genera más de 24 mil empleos y ofrece sus servicios a más de 300 millones de pasajeros al año. Entre sus marcas más reconocidas se encuentran ETN, Ómnibus, TAP, Amealcenses y Flecha Amarilla.
En 2006, Grupo IAMSA, en sociedad con Grupo Irelandia (grupo propietario de la aerolínea Ryanair), fundaron la aerolínea mexicana de bajo costo Viva.
Viva inició sus operaciones en noviembre de 2006 con dos rutas entre Monterrey y Tijuana. Sin embargo, al día de hoy, Viva cuenta con más de 60 rutas y en el 2013 anunciaron la renovación de su flota mediante la compra de 52 aviones Airbus A320, convirtiéndose en la aerolínea con la flota más joven de México. Además, en el marco del décimo aniversario de la compañía aérea, Grupo IAMSA adquirió el 100% de la participación en Viva, por lo que ahora es una empresa completamente mexicana.
Tras el éxito de Viva, Grupo IAMSA e Irelandia lanzaron en el 2012 la aerolínea Viva Colombia. No obstante, en diciembre de 2016, se confirmó un acuerdo entre los accionistas que permitió a Irelandia comprar la participación de IAMSA en esta línea aérea.
A partir del 2008 su empresa Omnitren, en conjunto con la empresa española Construcciones y Auxiliar de Ferrocarriles (CAF), empezó a operar el tren Suburbano de la Ciudad de México.  En el 2014, su compañía Telepeaje Dinámico ganó la licitación para operar el sistema de telepeaje en autopistas de cobro (IAVE). El entonces líder de la oposición y actual presidente Andrés Manuel López Obrador y algunos diputados del PAN y PRD señalaron la existencia de irregularidades en este proceso licitatorio.
En ese mismo año, Alcántara fue nombrado consejero independiente del conglomerado mediático Grupo Prisa y miembro de su Comisión Delegada. El consorcio Prisa está presente en 22 países y es propietario del diario El País, las editoriales Santillana y Alfaguara, y en México tiene emisoras de radio junto con Televisa y Radiorama como W Radio, Los 40 Principales y la Ke Buena.
Meses después, Alcántara invirtió 100 millones de euros en Prisa a través del consorcio Transportista Ocher. Así, incrementó su participación accionaria a un 9.3%, convirtiéndose en el principal accionista individual del grupo.

## Empresas
- Presidente del Consejo de Administración de Grupo de Inversionistas en Autotransportes Mexicanos (IAMSA)[18]
- Grupo Toluca (50% de Grupo IAMSA)
- Grupo Flecha Amarilla (50% de Grupo IAMSA)
- Máximo accionista individual del capital de Grupo Prisa a través de la empresa Consorcio Transportista Occher

## Premios y reconocimientos
- En el 2016 recibió la Medalla al Mérito “Don Agustín Serna Servín”.[19]
- Nombrado en repetidas ocasiones como uno de los 100 empresarios más importantes de México por CNN-Expansión.[20][21]